# Geschichte des Crickets
Die Geschichte des Crickets umfasst die Entwicklung der Sportart Cricket vom 16. Jahrhundert bis zur Gegenwart sowie die Geschichte der Vorläufer der Sportart. Die bekannte Cricketgeschichte geht bis auf das 16. Jahrhundert zurück. Der erste Ländervergleich fand 1844 statt, obwohl die offizielle Länderspielgeschichte (Test Cricket) erst 1877 begann. Seit seiner Entstehung in England hat sich Cricket bis heute als eine Profisportart in vielen Ländern des Commonwealth verbreitet.

## Die Anfänge

### Entstehung
Die genauen Anfänge sind unbekannt, doch besteht Konsens, dass Cricket sehr wahrscheinlich in sächsischer oder normannischer Zeit als Kinderspiel in Südostengland, in der als Weald bekannten Waldlandschaft in den Grafschaften Kent und Sussex, entstanden ist. Man nimmt an, dass dieses viele Jahrhunderte überlebte, bis es zu Anfang des 17. Jahrhunderts immer mehr auch von Erwachsenen übernommen wurde. Jedoch ist dabei anzumerken, dass Spiele mit Schläger und Ball auch Abseits der Region üblich waren. So gibt es darüber hinaus Spekulationen über mögliche Erwähnungen von Cricket am Hofe von Eduard II. im frühen 14. Jahrhundert oder in Nordfrankreich im späten 15. Jahrhundert. Auch wird Cricket in der frühen Zeit häufiger mit Flandern in Verbindung gebracht, dass mit Südostengland Handelsbeziehungen pflegte.

### Ursprung des Namens „Cricket“
Eine Reihe von Wörtern, die Schläger (bat) oder Wicket bedeuten, kommen als Ursprungswort in Frage. In Altfranzösisch stand das Wort criquet für eine Art Schläger, woraus sich möglicherweise Krocket (franz. und engl. croquet) entwickelt hat. Manche gehen von gemeinsamen Wurzeln für Cricket und Krocket aus. In Flämisch bedeutet krick(e) Stock, und in Altenglisch steht cricc oder cryce für Krücke (der harte K-Laut deutet allerdings nicht auf Südostengland hin, eher auf den Norden).
Eine andere Möglichkeit ist das französische criquet bzw. flämische krickstoel, der in der Kirche verwendete niedrige Kniestuhl, der der niedrigen und aus zwei Stumps bestehenden frühen Form des Wickets ähnlich sieht.

### Erste nachweisliche Erwähnung
Abgesehen von früheren Hinweisen auf Cricket findet sich die erste nachweisliche Erwähnung in einem Gerichtsurteil aus dem Jahre 1597, in dem es über den Landbesitz einer Schule ging. Der 59-jährige John Derrick gab dabei zu Protokoll, dass er und seine Schulfreunde schon fünfzig Jahre zuvor kreckett auf dem besagten Stück Land gespielt hätten. Bei der Schule handelte es sich um die Royal Grammar School in Guildford. Es wird daher angenommen werden, dass schon spätestens um 1550 in Surrey Cricket gespielt wurde.
Die erste Erwähnung als ein von Erwachsenen ausgeübter Sport stammt aus dem Jahr 1611, als zwei Männer dafür verurteilt wurden, an einem Sonntag Cricket gespielt zu haben, anstatt in die Kirche gegangen zu sein. Ein Wörterbuch aus demselben Jahr bezeichnet Cricket als ein Jungenspiel, was darauf hindeutet, dass es zu dieser Zeit noch nicht so lange auch von Erwachsenen ausgeübt wurde. Im Jahr 1624 wird über den ersten bekannten Todesfall beim Cricket berichtet, als Jasper Vinall bei einem Spiel mit dem Bat am Kopf getroffen wurde und 13 Tage später an den Folgen der Verletzungen verstarb.

### Frühes 17. Jahrhundert
Eine Reihe von Erwähnungen aus der Zeit vor dem Englischen Bürgerkrieg erlauben den Schluss, dass Cricket schon als Erwachsenensport zwischen Dorfmannschaften gespielt wurde. Es fehlen jedoch Hinweise darüber, dass es schon Grafschaftsteams gab. Dasselbe gilt auch für die später im 18. Jahrhundert ausufernde Wettleidenschaft im Cricket. Man nimmt daher an, dass sich das Village Cricket zwar schon bis zur Mitte des 17. Jahrhunderts entwickelt hatte, dass vom späteren County Cricket, ebenso wie von der finanziellen Bedeutung des Sports, noch keine Rede sein konnte.
Cricket hatte zu dieser Zeit eine deutlich andere Gestalt als die heutige Austragung des Sports. So wurde ausschließlich Unterarm-Bowling von den Bowlern betrieben, wobei diese den Ball über den Boden rollten. Vor allem durch unebene Pitches konnten sie so die Batter vor schwierige Aufgaben stellen. Auch die Schläger ähnelten eher einem Hockey-Schläger, wie der heute älteste bekannte Bat aus dem Jahr 1927 zeigt. Auch wurde nur auf zwei Stumps gespielt.

### Die Zeit der Republik
Nach dem Ende des Englischen Bürgerkriegs (1648) schritt die neue puritanische Regierung gegen illegale Zusammenkünfte ein, vor allem gegen so raue Sportarten wie Fußball. Die neue Gesetze verlangten unter anderem eine striktere Einhaltung des Feiertags. Da dies für die unteren Schichten die einzige mögliche Zeit zur Freizeitgestaltung war, wird die Popularität von Cricket in dieser Zeit wohl darunter gelitten haben. Allerdings galt dies nicht für Privatschulen wie Winchester oder St Paul’s. Für ein Verbot von Cricket unter der Regierung Oliver Cromwells gibt es jedoch keine Beweise.

### Wettleidenschaft und die Presse
Nach der Restauration der Monarchie 1660 erlebte Cricket einen großen Aufschwung und zog wohl das erste Mal auch Glücksspieler an, die große Summen wetteten. Im Jahr 1664 wurde ein Gesetz erlassen, das den Wetteinsatz auf die damals allerdings sehr hohe Summe von £100 beschränkte. Bis zum Ende des Jahrhunderts war Cricket ein wichtiger Sport für das Wettgeschäft. Aus dem Jahr 1697 wird zum ersten Mal in der jetzt freieren Presse von einem Spiel in Sussex berichtet, bei dem um 50 Guineas pro Team gespielt wurde. Diese Berichterstattung wird jedoch als Einzelfall gewertet.

## Cricket im 18. Jahrhundert

### Mäzenentum und Spieler
Durch das Wettgeschäft wurden erstmals Mäzene (engl. patrons) auf den Sport aufmerksam, da durch die Aufstellung eigener Mannschaften die Wettchancen erhöht werden konnten, was wohl auch die ersten „County Teams“ entstehen ließ. Das erste bekannte Spiel, bei dem Mannschaften unter dem Namen ihres Countys antraten, fand im Jahr 1709 statt.
Die wichtigsten dieser frühen Mäzene gehörten zu einer Gruppe Adliger und Geschäftsleute, die ab ca. 1725 aktiv wurden. Zu ihnen gehörten Charles Lennox, 2. Duke of Richmond, Sir William Gage, Alan Brodrick und Edward Stead. Seit dieser Zeit wird, wohl nicht zuletzt aufgrund der Teilnahme bekannter Persönlichkeiten, regelmäßig in der Presse über Cricket berichtet. Zum ersten Mal hört man auch von einzelnen Spielerpersönlichkeiten wie beispielsweise Thomas Waymark.

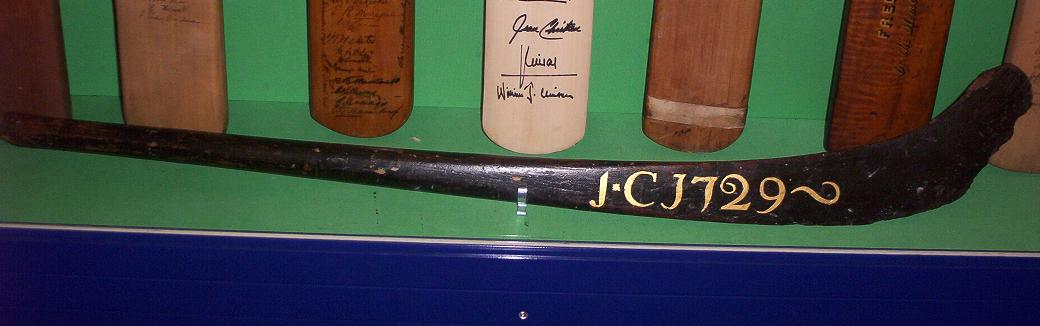
Der älteste noch existierende Cricketschläger aus dem Jahr 1729. Seine Form erinnert eher an einen modernen Hockeyschläger als an heutige Cricketschläger.

### Cricket wird exportiert
In Nordamerika wurde Cricket durch die englischen Kolonien im 17. Jahrhundert eingeführt. Wahrscheinlich sogar bevor es Nordengland erreicht hatte. In der ersten Hälfte des 18. Jahrhunderts wurde Cricket in den West Indies (Karibik) durch Kolonisten und in Indien durch Seefahrer der East India Company eingeführt. Australien erreichte es praktisch mit den ersten Kolonisten um 1788, Neuseeland und Südafrika folgten Anfang des 19. Jahrhunderts.

### Entwicklung der Regeln
Die Grundlagen des Cricket, wie der Schläger, der Ball, das Wicket, die Maße des Pitches, Overs usw. existierten schon lange vor den ersten Regeln. Aus dem Jahr 1727 wurden von Charles Lennox und Alan Brodrick die sogenannten „Articles of Agreement“ erstellt. Diese legten die Regeln für ein bestimmtes Spiel fest, wohl auch weil um hohe Summen gewettet wurden. Dieses vorgehen wurde in der Folgezeit üblich.
Die ersten allgemeingültigen Regeln, Laws of Cricket, wurden 1744 niedergeschrieben. Diese wurden 1774 erstmals abgeändert, als Neuerungen wie die LBW-Regel, der dritte Stump und die Maximalbreite des Schlägers hinzugefügt wurden. Die Regeln legten unter anderem fest, dass aus den anwesenden Gentlemen zwei Personen auszuwählen sind, die als Schiedsrichter (umpires) über alle Streitigkeiten entscheiden sollten. Diese Regeln wurden vom sogenannten „Star and Garter Club“ aufgestellt, dessen Mitglieder 1787 den Marylebone Cricket Club gründeten, der bis heute für die Cricketregeln zuständig ist.

### Die weitere Entwicklung in England

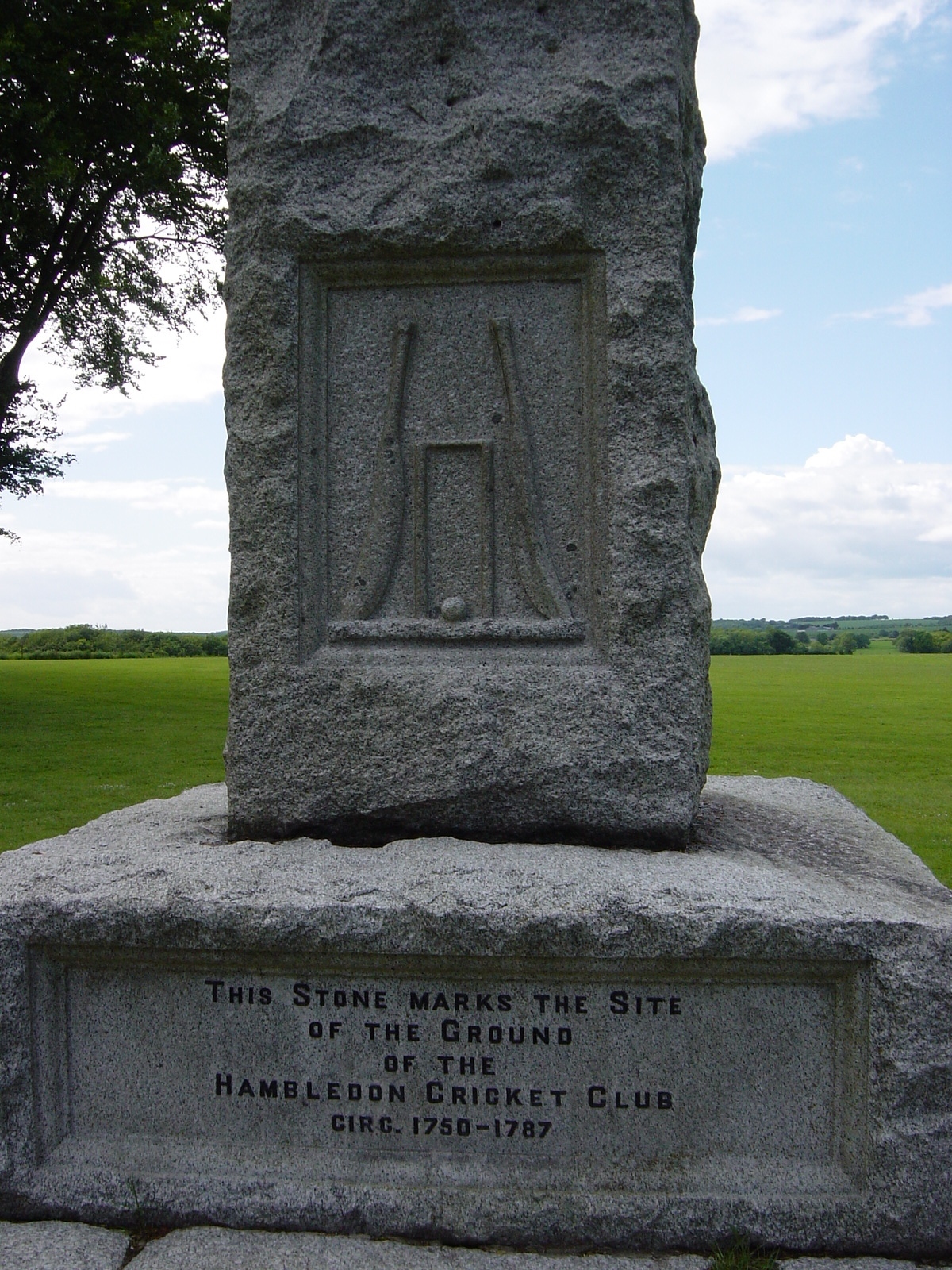
Hambledons Cricketplatz Broadhalfpenny Down

Cricket verbreitete sich allmählich in ganz England, im Jahr 1751 wird das erste Mal von einem Spiel in Yorkshire berichtet. Die ursprüngliche Bowlingtechnik, bei der der Ball am Boden entlang rollte, änderte sich nach 1760, als Bowler damit begannen, den Ball zu lupfen und mit Richtung, Länge und Geschwindigkeit zu experimentieren. Scorecards wurden seit 1772 regelmäßig geführt, so dass seitdem die Entwicklung des Sport besser zu verfolgen ist.
Die ersten berühmten Clubs waren der London Cricket Club und der Dartford Cricket Club in Kent zu Beginn des 18. Jahrhunderts. London trug seine Spiele auf dem heute noch existierenden Artillery Ground aus. Bald folgten andere Clubs, wie die Mannschaften aus Slindon in Sussex, hinter der der Duke of Richmond stand und zu dem der berühmte Spieler Richard Newland gehörte. Andere bekannte Clubs kamen aus Maidenhead, Hornchurch, Maidstone, Sevenoaks, Bromley, Addington, Harlow und Chertsey.
Doch der bei weitem berühmteste der frühen Cricketclubs war Hambledon. Der Club begann als reine Dorfmannschaft und erlangte eine gewisse Berühmtheit ab 1756. Der eigentliche Club wurde in den 1760er Jahren gegründet und blieb durch die starke Unterstützung von Mäzenen bis zur Gründung des MCC 1787 dreißig Jahre ein zentraler Akteur im Cricket. Viele ausgezeichnete Cricketer spielten für Hambledon, wie der Batter (Schlagmann) John Small und der Fast-Bowler Thomas Brett. Ihr wichtigster Gegenspieler war der für Chertsey und Surrey spielende Bowler Edward „Lumpy“ Stevens, von dem angenommen wird, dass er der Protagonist bei der Einführung des flighted delivery gewesen ist. Dabei rollte er nicht den Ball den Pitch entlang, sondern warf ihn durch die Luft. da dies zu neuen Herausforderungen für die Batter führte, entwickelten sich die Hockey-Schläger-Ähnlichen Bats hin zu graden Schlägern.

## Cricket im 19. Jahrhundert

### Die erste Krise
Zur ersten Krise im Cricketsport kam es zu Beginn des 19. Jahrhunderts, als während der Napoleonischen Kriege überregionales Cricket mangels guter Spieler und aufgrund des versiegenden Geldflusses praktisch zum Erliegen kam. Die erste hausgemachte Krise jedoch entwickelte sich aus dem Streit um die Legalisierung der sogenannten Roundarm-Würfe. John Willes, der dies angeblich übernommen hat von vorhergehenden Entwicklungen durch Tom Walker in Hambledon, begann damit den Ball mit einem horizontal abstehden Arm zu bowlen. Zunächst umstritten wurden 1816 die Regeln angepasst um diese Bowling-Technik zu unterbinden. In den 1820er Jahren brachen jedoch immer mehr Bowler die Regeln, so dass diese durch den MCC im Jahr 1828 und 1835 abermals angepasst wurden und das Round-Arm-Bowling zum Standard wurde.
Auch auf organisatorischer Ebene erfuhr der Sport große Veränderungen, als die ersten County Clubs gegründet wurden. Alle heutigen County Clubs, beginnend mit dem Sussex CCC im Jahr 1839, wurden während des 19. Jahrhunderts gegründet.
Kaum hatten sich die Countys etabliert, da wurden als eine Art Gegenbewegung Tour-Mannschaften gegründet, allen voran 1846 die All-England Eleven von William Clarke. Davon spaltete sich 1852 die United All-England Eleven ab. Die beiden Teams und andere tourten mit Hilfe der Eisenbahnen die Counties. Die Bewegung hielt etwa dreißig Jahre, doch setzten sich letztlich die Countys und der MCC durch.

### Internationales Cricket

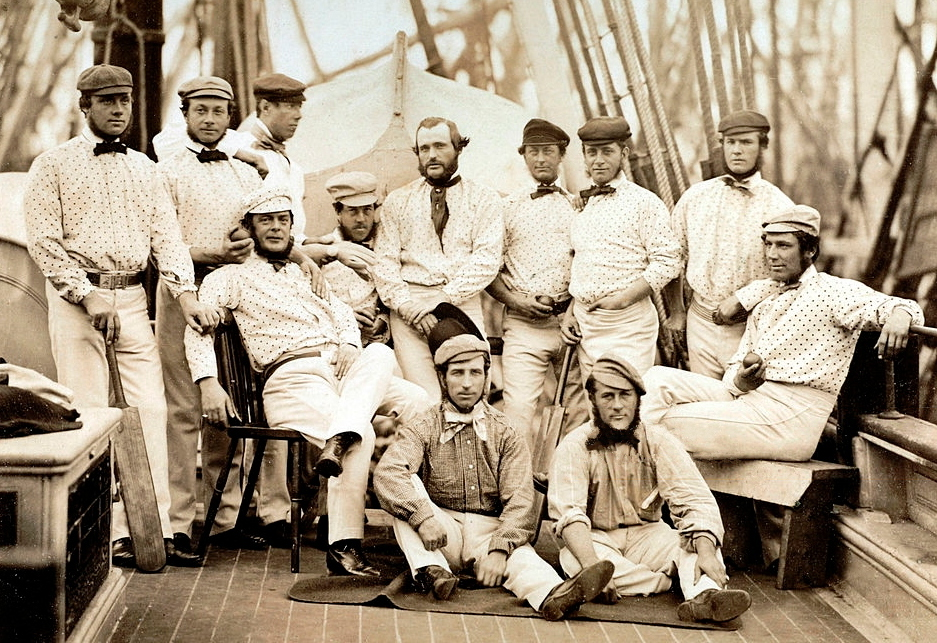
Das englische Team 1859 auf dem Weg in die USA

Der allererste Ländervergleich fand 1844 zwischen den Vereinigten Staaten und Kanada auf dem Elysian Field in Hoboken (New Jersey) statt. Im Jahr 1859 startete ein Team englischer Profispieler, je zur Hälfte von der All-England Eleven und der All-England Eleven besetzt und von George Parr als Kapitän angeführt, zur ersten Überseetour nach Nordamerika.
Im Jahr 1862 kam es zur nächsten Bowling-Provokation, als der für All England spielende Edgar Willsher gegen Surrey spielend den Arm beim Bowling oberhalb der Schulterhöhe führte und vom Umpire John Lillywhite sechs mal mit einem No-Ball belegt wurde. Daraufhin verliessen die All-England-Spieler das Feld. Der MCC legalisierte daraufhin das sogenannte Overarm-Bowling im Jahr 1864. In der Folge setzte sich das Overarm-Bowling durch, auch wenn vereinzelt immer noch einzelne Spieler andere Bowling-Techniken nutzten.
Dazu gehörte auch der in diesem Jahr debütierende W. G. Grace, der als „Great Cricketer“ bekannt wurde. Ebenfalls 1864 erschien erstmals der Wisden Cricketers’ Almanack, der bis heute als die Bibel des Crickets gilt.

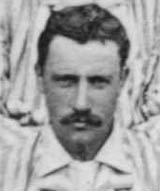
Charles Bannerman (Australien), der erste Batsman im Test Cricket

In der Saison 1876/77 reiste ein eine englische Tour-Mannschaft nach Australien und absolvierte dort zwei Spiele gegen vollwertige australische Teams. Diese wurden in der Folge als die ersten beiden Test Matches betrachtet. Im folgenden Jahr besuchten die Australier zum ersten Mal England, was zu einem großartigen Erfolg wurde, ohne allerdings ein Test Match auszutragen. Weitere Touren folgten, bis schließlich 1882 in einem berühmtesten Test Match im Londoner Oval die Ashes zu begründen. Bei der Tour 1888/89 Englands in Südafrika stieg auch Südafrika zur dritten Test Nation auf. Diese drei Teams bestimmten über viele Jahre das internationale Cricket, was in einem verregneten Sommer 1912 in einem Drei-Nationen-Turnier in England mündete.

### Die County Championship
Trafen zuvor die County Mannschaften noch ungeregelt aufeinander, ergab sich im Jahr 1890 eine weitere wichtige Entwicklung, als die County Championship ins Leben gerufen wurde. Diese Zeit bis zum Ausbruch des Ersten Weltkriegs wird „The Golden Age of Cricket“ genannt, in der angeblich „the spirit of the game“ besonders hochgehalten worden sei. Berühmte Spieler aus dieser Zeit sind neben W. G. Grace Spieler wie Wilfred Rhodes, C. B. Fry, Ranjitsinhji und Victor Trumper.

### Bälle pro Over
Die bis dahin üblichen vier Bälle pro Over wurden 1889 durch 5-Ball Over ersetzt und später (1900) zu den heute üblichen 6 Bällen. In einigen Ländern wurde später mit 8 Bällen experimentiert und 1922 zunächst in Australien, dann 1924 in Neuseeland und 1937 in Südafrika eingeführt. Auch in England wurde dies testweise 1939 eingeführt, doch mit dem Ausbruch des Zweiten Weltkriegs war das Experiment beendet und nach dem Krieg wurde das alte 6-Ball Over weitergeführt. Die 1947er Version der Laws of Cricket erlaubte sowohl 6 als auch 8 Bälle. Doch seit der australischen und neuseeländischen Saison 1979/80 wird weltweit wieder nur mit 6 Bällen gespielt und die aktuelle Regelversion aus dem Jahr 2000 erlaubt auch wieder nur 6 Bälle.

## Cricket im 20. Jahrhundert

### Test Cricket
Indien, West Indies und Neuseeland wurden in den 1930er Jahren zu Test-Nationen, Pakistan folgte nach dem Zweiten Weltkrieg, später Sri Lanka, Simbabwe und Bangladesch. Am 22. Juni 2017 erhielten Irland und Afghanistan Test-Status. Aber erst nach dem Zweiten Weltkrieg wurde die eindeutige Dominanz von England und Australien gebrochen, zuerst von der Mannschaft aus den West Indies, später auch von den asiatischen Teams.

### Die Bodyline Serie (1932–1933)

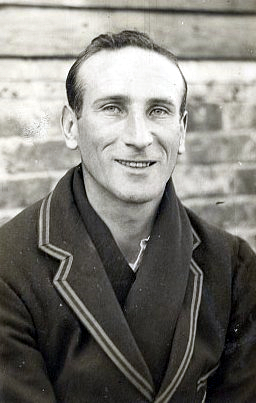
Englands Kapitän Douglas Jardine

Bodyline war die australische Bezeichnung für eine von der englischen Nationalmannschaft unter ihrem Kapitän Douglas Jardine für die Ashes-Serie 1932–1933 entwickelte Wurftaktik. Von den Engländern wurde sie damals leg theorie genannt.
Wirklich neu war diese Taktik nicht, da mindestens in der englischen County Championship diese schon vorher angewandt wurde. Doch durch die beiden extrem schnellen englischen Fast-Bowler Harold Larwood und Bill Voce erhielt sie eine neue Qualität.
Anlass für die Taktik, bei der der Ball auf den Körper gezielt wird und viele Feldspieler im Rücken des Schlagmanns (der Leg-Side) aufgestellt werden, war die Dominanz des australischen Star-Batsman Donald Bradman. Die Rechnung ging für die englische Mannschaft rein sportlich auf, die Ashes wurden durch vier Siege gegenüber einem zurückgewonnen.
Doch spätestens im dritten Test-Match in Adelaide erreichte die öffentliche Empörung darüber in Australien ihren Höhepunkt, als der australische Kapitän Bill Woodfull durch einen schnellen Ball über dem Herz getroffen wurde, ironischerweise allerdings durch einen Wurf, der nichts mit der Bodyline-Taktik zu tun hatte. Vom australischen Kapitän stammt der berühmte Ausspruch: Zwei Mannschaften sind da draußen. Eine versucht Cricket zu spielen, die andere nicht.
Der Vorwurf der Unsportlichkeit löste wiederum in Großbritannien (natürlich hauptsächlich in England) einen Sturm der Entrüstung aus. Es kam sogar zu einer diplomatischen Krise zwischen den beiden Ländern, die erst durch ein Einsatz des australischen Premiers Joseph Lyons beendet werden konnte.

### Apartheid und Cricket (ab 1968)
Das Apartheids-System begann ab 1961 indirekt das internationale Cricket zu berühren, als Südafrika mit seinem Austritt aus dem Commonwealth of Nations, nach den damaligen Statuten, auch aus der Imperial Cricket Conference austreten musste. Zum Eklat kam es dann 1968, als das englische Team zu der im Winter geplanten Test-Serie in Südafrika ausgeladen wurde, nachdem der aus Südafrika stammende farbige Spieler Basil D’Oliveira für die englische Mannschaft aufgestellt worden war. Im Jahr 1970 wurde Südafrika schließlich von internationalem Cricket suspendiert.
Aus Sicht des südafrikanischen Cricket war dies fast tragisch, da nach einem deutlichen Test-Series-Sieg über Australien Südafrika gerade zu diesem Zeitpunkt zum ersten Mal als das weltbeste Team galt. Sportlich hielt sich das (weiße) Cricket Südafrikas die nächsten Jahrzehnte durch sogenannte Rebel Tours über Wasser, an denen eine Reihe internationaler Stars teilnahmen, denen die drohenden mehrjährigen Sperren nicht Abschreckung genug waren.
1991 wurde die Suspendierung nach dem Ende der Apartheid aufgehoben.

### Limited Overs Cricket (One-Day Cricket)
Die größte Revolution in spieltechnischer Hinsicht brachte nach dem Zweiten Weltkrieg sicherlich die Einführung von Ein-Tages-Cricket in England in den 1960er Jahren. Der zweite 1969 in England einführte Wettbewerb brachte eine deutliche Reduzierung der Spiele in der County Championship.
Obwohl von vielen „traditionellen“ Cricketfans anfangs abgelehnt, hat diese kürzere Form des Cricket die Attraktivität für junge Leute wieder erhöht und sich kommerziell als extrem erfolgreich erwiesen.
Das erste Ein-Tages-Länderspiel (One-Day International) fand 1971 auf dem Melbourne Cricket Ground zwischen Australien und England als Ersatz für das wegen starken Dauerregens ausgefallene Test Match statt. Diese Notlösung erwies sich bald als so populär, dass schon 1975 der erste Cricket World Cup in England ausgetragen wurde.

### Die Packer-Revolution (World Series Cricket) (1977)
World Series Cricket (WSC) war der vom australischen Medien-Tycoon Kerry Packer von 1977 bis 1979 organisierte internationale Cricketwettbewerb, der als Gegenveranstaltung zum offiziellen Cricket unter der Leitung der International Cricket Conference angelegt war.
Hintergrund waren einerseits die damals vergleichsweise geringen Einkünfte der Cricketspieler, andererseits der Wunsch von Kerry Packer, seinem Sender Channel Nine die Fernsehrechte für internationale Spiele in Australien zu sichern, was ihm verweigert wurde. Daher verpflichtete er viele bekannte Spieler, vor allem aus Australien, England und den Westindischen Inseln.
Da durch dieses Schisma beiden Seiten finanzielle Verluste einstecken mussten, einigte man sich schließlich darauf, WSC wieder einzustellen und Channel Nine die Senderechte zu gewähren.
Viele der durch Packer eingeführten Innovationen bei Fernsehübertragen sind heute nicht mehr wegzudenken. Flutlicht-Spiele, die bis dahin völlig unbekannt waren, haben sich im Ein-Tages-Cricket seit dem immer mehr durchgesetzt, das dadurch an sich schon großen internationalen Auftrieb erfahren hat. Bunte Spielkleidung, anstelle der traditionellen weißen, ist heute im Ein-Tages-Cricket Standard und nicht zuletzt die finanzielle Lage der Topspieler hat sich seitdem wesentlich verbessert.

## Das 21. Jahrhundert

### Ranglisten
Im Juni 2001 führte der ICC eine offizielle „Test-Championship“-Weltrangliste und im Oktober 2002 eine entsprechende Rangliste für One-Day Internationals ein. Im ersten Jahrzehnt wurden beide Ranglisten durch Australien dominiert, bevor es anschließend häufig zwischen mehreren Mannschaften wechselte.

### Weltweite Verbreitung
Cricket ist weiterhin eine der wichtigsten Sportarten weltweit und der populärste Zuschauersport auf dem Indischen Subkontinent. Die stiefmütterliche Behandlung des Rests der Welt durch den ICC hat sich mittlerweile gewandelt und der ICC hat sein „Development Program“ ausgeweitet, mit dem Ziel, es vor allem in Asien, Afrika und den USA populärer zu machen. Sogar First-Class Cricket wurde für einige Länder in der Form des ICC Intercontinental Cup eingeführt.

### Twenty20 Cricket
Die neuste Spielform im Cricket ist Twenty20 Cricket, eine noch kürzere Variante zu je 20 Over pro Mannschaft, für die Abendstunden, die sofort nach ihrer Einführung in England im Jahr 2003 sehr populär wurde, später auch weltweit. Die vom indischen Verband 2008 ins Leben gerufene Indian Premier League wurde ebenfalls schnell ein großer kommerzieller Erfolg. Seit 2007 finden Weltmeisterschaften in dieser Spielform statt. Durch die Etablierung von Twenty20-Ligen kommt das internationale Cricket immer mehr unter Druck, da in den Franchise Ligen teils deutlich höhere Gehälter erzielt werden.